# Band Barra do Garças
Band Barra do Garças (também conhecida como TV Barra Band) é uma emissora de televisão brasileira sediada em Barra do Garças, cidade do Estado do Mato Grosso. Opera no canal 27 UHF analógico e está em fase de implantação o seu sinal digital pelo canal 41 UHF, e é afiliada à Band.

## História
A emissora foi fundada em 2003 como TV Barra Band pelo político Wilmar Peres de Farias, em uma concessão de repetidora da TV Cidade Verde, que foi conseguida por meio de um contrato de arrendamento firmado entre Wilmar e Luiz Carlos Beccari, dono da emissora cuiabana.
Em 14 de março de 2006, Wilmar falece por parada cardiorrespiratória, e o controle da emissora vai para seu filho, Roberto Ângelo de Farias, e sua filha, Eneida Peres de Farias. A emissora muda de nome para TV Serra Azul.
Em 15 de outubro de 2009, Roberto Farias vende sua parte na emissora para Jalles França, e em 9 de novembro, Eneida Farias também vende suas ações para o mesmo.

Em novembro de 2012, a emissora estreou novos programas: o jornalístico Vale Urgente, o telejornal Serra Azul Notícias e o Jogo Aberto, esportivo local.

Antigo logotipo da emissora, utilizado de 2017 a 2020.

Em 2017, a emissora muda de nome para Band Barra do Garças.
Em 7 de dezembro de 2017, a emissora é atingida por um raio que prejudicou equipamentos e tirou a emissora do ar.
Em 15 de agosto de 2019, a apresentadora Keila Marques, do programa Keila Marques com Você, faleceu vítima de uma pneumonia bilateral. No dia seguinte, a Band Barra do Garças levou ao ar um especial com reportagens e trechos do programa enquanto ele esteve no ar, uma homenagem a apresentadora.
Em dezembro de 2020, a emissora voltou a adotar a nomenclatura TV Barra Band, de forma secundária.
Em 22 de fevereiro de 2021, estreou o Aqui Agora, com o apresentador Reinaldo Silva (conhecido como "Chocolate").

## Sinal digital
A emissora foi autorizada a implantar seu sinal digital por meio de uma portaria do Ministério das Comunicações em 6 de fevereiro de 2014, que autoriza a Televisão Cidade Verde S/A a utilizar o canal 41 UHF digital de Barra do Garças. A portaria foi assinada por Marconi Thomaz de Souza Maya. A emissora, no entanto, ainda não realizou a implantação do canal.

## Programas
Além de retransmitir a programação nacional da Band, a Band Barra do Garças produz e exibe os seguintes programas:
- Barra Agora: Jornalístico, com Reinaldo Silva (Chocolate);
- Canta Araguaia: Variedades, com Wanderley Gonçalves (Batatinha);
- Sábado 10: Variedades, com Edilaine Oliver;

Diversos outros programas compuseram a grade da emissora e foram descontinuados:
- Band Urgente
- Balaio de Gato
- Comando Geral
- Em Destaque
- Vale Urgente
- Serra Azul Notícias
- Jogo Aberto Regional
- Jornal da Band
- Jornal Serra Azul
- Igreja de Cristo
- Keila Marques com Você
- Notícia em Foco

## Controvérsias
Em 19 de dezembro de 2008, às 17h30, a emissora foi retirada do ar e teve seus transmissores lacrados e apreendidos por agentes da Agência Nacional de Telecomunicações (ANATEL), que contaram com o apoio da Polícia Federal. O motivo seria o uso desautorizado do canal 27 UHF, denunciado pela própria TV Cidade Verde de Cuiabá, que apesar do contrato, afirmava que desconhecia qualquer autorização concedida à emissora barra-garcense, e a não apresentação de licença para funcionamento da emissora aos fiscais da ANATEL. Em janeiro de 2009, no entanto, a emissora recorreu, e conseguiu ter os seus equipamentos devolvidos em 21 de janeiro por meio de uma liminar concedida pelo Tribunal Regional Federal da 1ª Região, em Brasília.
Ainda em janeiro de 2009, o então prefeito Wanderlei Farias dos Santos desautorizou o uso da torre de TV da prefeitura pela emissora. Segundo Roberto Farias, dono da emissora, o ato teria sido na tentativa de tirar a emissora do ar por conta das denúncias e críticas que eram feitas aos problemas da administração do município em seus programas. Em 27 de novembro de 2009, a direção da TV Serra Azul registrou um boletim de ocorrência por conta de um ato de vandalismo, onde uma antena receptora foi retirada da torre da emissora.

Em 25 de fevereiro de 2010, a 5ª Câmara Cível do Tribunal de Justiça de Mato Grosso indeferiu um pedido de agravo de instrumento da TV Cidade Verde, que tentava, na justiça, retirar a programação da Band da TV Serra Azul, com o intuito de retransmitir sua programação pelo canal 13, concedido pelo prefeito em 11 de novembro de 2009.